# Campeonato Europeo de Patinaje Artístico sobre Hielo de 1922
El XX Campeonato Europeo de Patinaje Artístico sobre Hielo se realizó en Davos (Suiza) en enero de 1922. Fue organizado por la Unión Internacional de Patinaje sobre Hielo (ISU) y la Federación Suiza de Patinaje sobre Hielo.

## Resultados
| Puesto | Nombre         | País    |
| ------ | -------------- | ------- |
| Oro    | Willy Böckl    | Austria |
| Plata  | Fritz Kachler  | Austria |
| Bronce | Ernst Oppacher | Austria |

## Medallero
| Núm. | País    | Oro | Plata | Bronce | Total |
| ---- | ------- | --- | ----- | ------ | ----- |
| 1    | Austria | 1   | 1     | 1      | 3     |
|      | TOTAL   | 1   | 1     | 1      | 3     |